# Anna Osvětimská (dcera Jana II. Osvětimského)
Anna Osvětimská (po 1366 – 1440 či 1441) byla osvětimská princezna. Pocházela z dynastie slezských Piastovců, byla dcerou osvětimského knížete Jana II. a jeho manželky Hedviky Břežské.

## Manželství a potomci
Anna byla provdána celkem dvakrát. Jejím prvním manželem se stal český šlechtic Půta II. z Častolovic a z tohoto svazku se narodil syn Půta III. z Častolovic († 1435).
Podruhé se vdala za Alexandra Litevského.